# Mulu mole
『mulu mole』（ムル・モーレ）は、FLiPの4枚目のミニ・アルバムである。

## 内容
約7ヶ月ぶりのミニ・アルバムは前作に続き、「カザーナ」「恋ならば」の共同作曲を担当したいしわたり淳治によるプロデュース。

## 収録曲
1. カザーナ
作詞：いしわたり淳治・渡名喜幸子　作曲・編曲：いしわたり淳治・FLiP
2. 恋ならば
作詞：いしわたり淳治・渡名喜幸子　作曲・編曲：いしわたり淳治・FLiP
3. マッチ売りの家なき子
作詞：いしわたり淳治・渡名喜幸子　作曲：FLiP　編曲：いしわたり淳治・FLiP
4. 雪ノ下
作詞・作曲：渡名喜幸子　編曲：いしわたり淳治・FLiP
5. BALLOONHEAD
作詞：いしわたり淳治・渡名喜幸子　作曲：渡名喜幸子　編曲：いしわたり淳治・FLiP
6. 愛わな美
作詞：いしわたり淳治・渡名喜幸子　作曲：渡名喜幸子　編曲：いしわたり淳治・FLiP